# Verdon (Nebraska)
Pour les articles homonymes, voir Verdon.
Verdon est un village du comté de Richardson, dans l'État du Nebraska, aux États-Unis. En 2020, il comptait une population de 164 habitants.